# Ernst Schiele

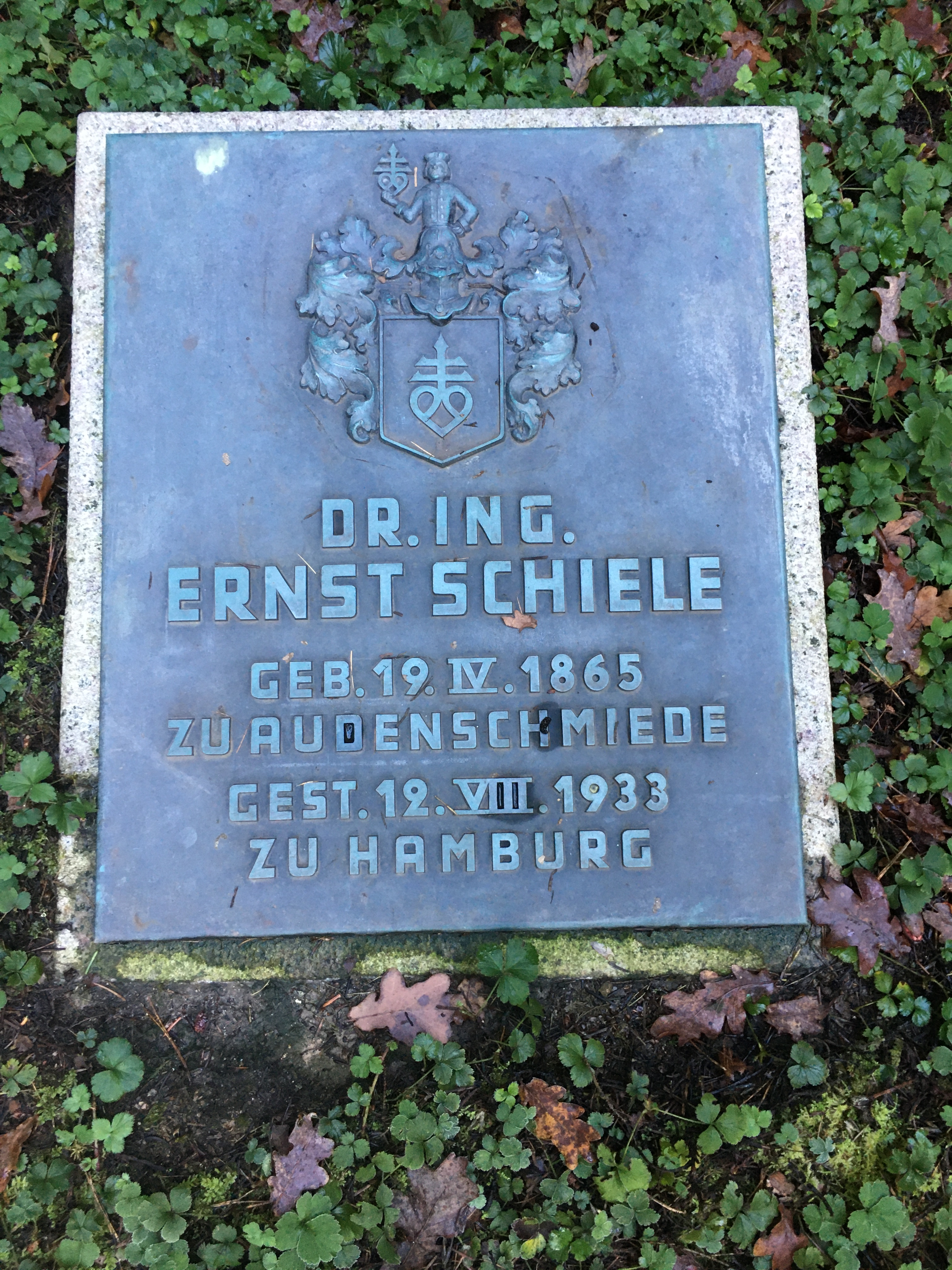
Grabstätte Ernst Schiele auf dem Friedhof Ohlsdorf

Ernst Schiele (* 19. April 1865 in Audenschmiede; † 12. August 1933 in Hamburg; vollständiger Name: Ernst Ludwig Richard Adolph Schiele) war ein deutscher Unternehmer des Heizungs- und Lüftungsanlagenbaus, Industrieller und Politiker.

## Familie
Der Vater von Ernst Schiele war Friedrich Schiele (1834–1906), Ingenieur und in der Folge Beamter, Mitinhaber, Vorstand, Aufsichtsratsmitglied und zuletzt Aufsichtsratsvorsitzender der Buderus'sche Eisenwerke AG sowie Stadtrat in Gießen. Seine Frau war Amalie Ernestine Hermine geb. Buderus. Sein Großvater Georg Schiele (* 1795) war Mitgründer der ersten Frankfurter Gasfabrik, der Frankfurter Gasgesellschaft und der 1851 in Frankfurt am Main gegründeten ersten deutschen Ventilatorenfabrik G. Schiele & Co.
Seit 1896 war er verheiratet mit Anna geb. Henz (* 1875), Tochter des Mannheimer Privatiers und Stadtrats Christian Henz und dessen Ehefrau Elisabeth Henz geb. Hoch. Das Ehepaar hatte zwei Töchter und einen Sohn.

## Leben
Ernst Schiele besuchte das Realgymnasium in Darmstadt. Nach dem Abitur studierte er von 1884 bis 1890 Ingenieurwissenschaften und Maschinenbau an der Technischen Hochschule Karlsruhe und an der Technischen Hochschule Berlin-Charlottenburg. In Karlsruhe wurde er Mitglied des Corps Cheruskia. Während des Studiums leistete er 1885/1886 seinen Wehrdienst als Einjährig-Freiwilliger bei der Reitenden Batterie des Feldartillerie-Regiments Nr. 14 in Karlsruhe ab. 
Schiele trat 1890 nach dem Studium als Ingenieur in das Unternehmen Rudolph Otto Meyer ein, eine Fabrik für Heizungs- und Lüftungsanlagen. Von 1892 bis 1894 bildete er sich in Nordamerika fort, wurde nach seiner Rückkehr nach Deutschland 1895 Sozius des Unternehmens und gründete eine Niederlassung in München. Nach dem Tod des Teilhabers Josef Strebel kehrte er im März 1896 nach Hamburg zurück und wurde Technischer Direktor. Nach dem Tod von Rudolph Otto Meyer wurde er 1909 Alleininhaber. 1906 verselbständigte er die Strebelwerk GmbH in Mannheim und führte das Geschäft in Hamburg als Einzelunternehmen weiter. Zusammen mit der Hamburgische Electricitäts-Werke AG (HEW) gründete er das erste Städteheizwerk in Deutschland, die Fernheizwerk Hamburg GmbH. 1927 wandelte er durch Aufnahme seines langjährigen Prokuristen H. F. Wittenburg das Einzelunternehmen in eine Offene Handelsgesellschaft um.
Ernst Schiele engagierte sich neben seiner unternehmerischen Tätigkeit sowohl politisch als auch in Industrie- und Arbeitgeberverbänden und gesellschaftlichen Vereinigungen. Er war von 1911 bis 1921 Mitglied der Hamburgischen Bürgerschaft, zunächst in der Fraktion der Rechten, 1918 der Nationalliberalen Partei und ab 1919 der Deutschen Volkspartei. Später war er Mitglied der Hamburger Finanzdeputation und vom Staat Hamburg bestelltes Aufsichtsratsmitglied der Hamburgische Electrizitätswerke AG und der Hamburger Gaswerke. Er war Mitglied des Verwaltungsrats der Hamburger Sparcasse sowie 1. Vorsitzender der Hamburger Gewerbekammer und ihrer Industrieabteilung. Außerdem war er Mitglied des Gesamtvorstands des Arbeitgeberverbands Hamburg-Altona e. V. und der Staatlichen Kommission für das technische Vorlesungswesen in Hamburg. 1928 wurde er 1. Vorsitzender des Hamburger Wirtschaftsrats. Zudem war er Präsidiumsmitglied des Übersee-Clubs und Mitglied der Gesellschaft Harmonie von 1789 und des Rotary Clubs Hamburg.
Auf nationaler Ebene war er Mitglied des Reichsgesundheitsrats. 1911 wurde er 1. Vorsitzender des Verbands der Zentralheizungsindustrie e. V. in Berlin. Er war Mitglied des Sozialpolitischen Ausschusses des Deutschen Industrie- und Handelstags sowie Mitglied des Großen Ausschusses und der Teilgruppe Centralheizungsindustrie der Fachgruppe Eisenbau, Kessel- und Apparatebau des Reichsverbands der Deutschen Industrie. Außerdem gehörte er dem Großen Ausschuss der Vereinigung der Arbeitgeberverbände in Berlin an. Er war Vorstandsmitglied des Deutschen Verband Technisch-Wissenschaftlichen Vereine e. V. in Berlin. Zudem war er seit 1912 lebenslanges Mitglied des Deutschen Museums. Er gehörte dem Geschäftsführenden Ausschuss für Kongresse von Heizungs- und Lüftungsfachmännern an. Ferner war er Mitglied im Club von Berlin, im Industrie-Club Düsseldorf und im Automobilclub von Deutschland. Darüber hinaus gehörte er dem Verein Deutscher Ingenieure (VDI) und dem Hamburger Bezirksverein des VDI an.
Beigesetzt wurde Ernst Schiele in der Familiengrabstätte auf dem Hamburger Friedhof Ohlsdorf im Planquadrat P 25 nordöstlich des Wasserturms.

## Auszeichnungen
- 1916: Ehrendoktorwürde (als Dr.-Ing. E.h.) der Technischen Hochschule Berlin
- Landwehrdienstauszeichnung 1. Klasse
- preußischer Roter Adlerorden 4. Klasse
- Eisernes Kreuz II. Klasse am weiß-schwarzen Bande
- Verdienstkreuz für Kriegshilfe
- Großherzoglich Badische Jubiläumsmedaille
- 1923: Diplom der Rietschel-Stiftung
- 1924: Rietschel-Plakette
- 1929: Ehrenbürgerwürde der Technischen Hochschule Berlin